# Quinto Cecílio Metelo Macedônico
Quinto Cecílio Metelo Macedônico (m. 116 a.C.; em latim: Quintus Caecilius Metellus Macedonicus) foi um político da gente Cecília Metela da República Romana eleito cônsul em 143 a.C. com Ápio Cláudio Pulcro. Era filho de Quinto Cecílio Metelo, cônsul em 206 a.C., irmão de Lúcio Cecílio Metelo, cônsul em 142 a.C., e pai de Quinto Cecílio Metelo Baleárico, cônsul em 123 a.C., Lúcio Cecílio Metelo Diademado, cônsul em 117 a.C., Marco Cecílio Metelo, cônsul em 115 a.C., e Caio Cecílio Metelo Caprário, cônsul em 113 a.C.. Duas filhas suas, ambas chamadas Cecília Metela, casaram-se respectivamente com Públio Cornélio Cipião Násica Serapião, cônsul em 138 a.C., e Caio Servílio Vácia, pai do cônsul em 79 a.C., Públio Servílio Vácia Isáurico.

## Campanha na Macedônia

Mapa da Grécia em, mostrando Corinto e a Liga Acaia

Mapa da conquista da Hispânia. Mapa da Hispânia na época de Cecílio Metelo

Participou da Terceira Guerra Macedônica, em 168 a.C., como legado de Emílio Paulo e foi um dos enviados a Roma para anunciar a derrota de Perseu da Macedônia na Batalha de Pidna. Ele morreria quatro anos depois, ainda prisioneiro exilado em Roma. Em 148 a.C., foi eleito pretor e recebeu a Macedônia como província consular. Um suposto filho de Perseu, chamado Andrisco, se autodenominou Filipe VI da Macedônia e havia conseguido derrotar o pretor Públio Juvêncio. Cecílio Metelo conseguiu derrotá-lo e, como resultado, a Macedônia tornou-se a nova província da Macedônia.
Em 146 a.C. tentou uma gestão diplomática frente da Liga Acaia que, ao fracassar, levou à guerra. Na Batalha de Escarpeia, na Lócrida, venceu e matou o estratego Critolau de Megalópolis, que foi substituído por Dieu. Venceu ainda mais um exército na Arcádia, perto de Queroneia, mas não pôde terminar a campanha, pois foi substituído pelo cônsul Lúcio Múmio Acaico. Ao voltar para Itália, Metelo recebeu a honra de um triunfo, e o agnome de Macedônico, pela sua vitória. Ele também derrotou a Liga Acaia, que havia iniciado uma revolta contra Roma.
Ao regressar para Roma, construiu um pórtico no Templo de Júpiter Estator e no Templo de Juno Regina, no Campo de Marte, os únicos templos de mármore da época, no campo de Marte, para comemorar as suas vitórias na Macedônia, decorando-os também com estátuas equestres dos generais de Alexandre Magno. Sobre este conjunto seria construído, mais tarde, o Pórtico de Otávia. A estátuas equestres vinham da Macedônia e, segundo a tradição, haviam sido encomendadas por Alexandre, o Grande ao escultor Lísipo, representando os cavaleiros do seu exército que haviam caído no Rio Grânico. Ele também foi o primeiro a construir um templo de mármore.

## Campanha na Hispânia (143−2 a.C.)
Cecílio Metelo foi eleito cônsul em 143 a.C. com Ápio Cláudio Pulcro e recebeu a Hispânia Citerior como província consular. Seu mandato foi depois estendido por mais um ano como procônsul para lutar contra os celtiberos na Terceira Guerra Celtibera, na Guerra Numantina e Guerra Lusitana, contra Viriato, mas não conseguiu conquistar Numância e foi substituído por Quinto Pompeu Aulo. Nesta campanha, Valério Máximo e Frontino mencionam o tratamento humano dispendido por Cecílio Metelo aos inimigos, a severidade com que ele mantinha a disciplina em suas próprias fileiras e prudência de seus atos, civis e militares, mas finalmente tentou deixar o exército sem capacidade de combate para seu sucessor, a quem odiava e invejava.
Em 133 a.C., proferiu um discurso atacando Tibério Graco sobre o plano do tribuno de deixar de lado a prerrogativa tradicional do Senado e manter a vasta fortuna do recém-falecido Átalo III de Pérgamo sob o controle da Assembleia dos plebeus. Átalo havia deixado o Reino de Pérgamo como herança ao povo de Roma.

## Censor (131 a.C.)
Dado o seu enorme prestígio, foi eleito censor em 131 a.C. com Quinto Pompeu, a primeira vez que dois censores plebeus foram eleitos juntos, e decidiu lutar contra a libertinagem da sociedade romana, propondo o matrimônio obrigatório para todos os cidadãos para aumentar a população livre da cidade. O discurso que ele proferiu sobre tema ainda existia na época de Augusto e foi lido pelo imperador no Senado Romano quando ele próprio defendia a Lex de Maritandis Ordinibus. Alguns fragmentos foram preservados por Aulo Gélio que, porém, o atribuiu a Quinto Cecílio Metelo Numídico. Durante seu mandato, quase foi morto pelo tribuno da plebe Caio Atínio Labeão, que o agarrou e tentou atirá-lo do alto da Rocha Tarpeia ao saber que havia sido expulso do Senado. Foi resgatado graças a intervenção de outro tribuno. Atínio teve suas posses confiscadas e doadas aos deuses romanos.
Era membro dos optimates e adversário dos irmãos Graco. O discurso que proferiu contra Tibério Graco foi depois elogiado por Cícero, que o elogiou por sua eloquência citando não só este, mas vários outros de seus discursos.

## Morte
Segundo Veleio Patérculo, não há nenhum homem cuja fortuna possa ser comparada com Cecílio Metelo: além dos seus triunfos, das honras, da posição no Estado e de sua longa vida, ele criou quatro filhos, viu-os crescer, assumirem brilho próprio e morreu antes deles. Dos quatro filhos, um foi cônsul e censor, o segundo cônsul, o terceiro era o cônsul no ano da morte do pai e o quarto era candidato a cônsul, cargo que ele ainda ocuparia. Como comentou Veleio Patérculo, isso não é morrer, é passar feliz para fora da vida. Seus dois filhos mais novos, Marco Cecílio Metelo e Caio Cecílio Metelo Caprário, celebraram triunfos no mesmo dia, os idos de Quintil de 111 a.C., respectivamente sobre a Sardenha e sobre a Trácia. Ele era frequentemente citado pelos autores antigos como um exemplo extraordinário da felicidade humana.